# 3174 Alcock
A 3174 Alcock (ideiglenes jelöléssel 1984 UV) a Naprendszer kisbolygóövében található aszteroida. Edward L. G. Bowell fedezte fel 1984. október 26-án.